# هلنا بوشووا
هلنا بوشووا (انگلیسی: Helena Bušová؛ ۲۱ اکتبر ۱۹۱۴ – ۲۸ نوامبر ۱۹۸۶) بازیگر اهل کانادا بود. او در سال ۱۹۷۵ میلادی از جمهوری سوسیالیستی چکسلواکی به کانادا مهاجرت کرد.
از فیلم‌ها یا برنامه‌های تلویزیونی که وی در آن نقش داشته‌است، می‌توان به قصه‌های چاپک و گردان اشاره کرد.